# 列星頓號航空母艦 (CV-2)
15°20′00″S 155°30′00″E / 15.33333°S 155.50000°E
列星頓號航空母艦 (CV-2)又名列克星頓或李克星頓是列星頓級的一號艦。她同時是美國的第二艘航空母艦，第四艘繼承了列星頓的艦名。在美軍中她的綽號又有灰列克斯（Gray Lex）或列克斯夫人（Lady Lex）。預案中列星頓號為戰鬥巡洋艦，受1922年的《華盛頓海軍條約》所限，她被改為重型航空母艦。最終在太平洋戰爭早期的珊瑚海海戰中受到重創沉沒。
列星頓號残骸於2018年在珊瑚海被探险队发现。

## 命名與建造
列星頓號是纪念美國獨立戰爭中的第一场战役：1775年列星頓之戰。起初在1916年，她與姊妹艦薩拉托加號被設計為35,300噸的大型戰鬥巡洋艦；1919年一戰結束後，其規模則稍被縮小。1921年1月8日，列星頓號在霍河造船公司（Fore River Shipbuilding Company）設置龍骨，暫時賦予CC-1稱號。
但就在次年，世界海軍強國簽約了《華盛頓海軍條約》，限制了主力艦數量與排水，列星頓號於建造途中，在7月1日被下令改建成航空母艦（日本的赤城號與加賀號亦有相似命運）。原設計的4座雙管16英寸主砲、裝甲、彈藥庫等被移除，艦隻排水量減低了8,500噸。艦側的裝甲被保留、而甲板裝甲則被強化。龍骨的大體結構與及水下防護並未更改。
設計上，列星頓號的飛行甲板長880呎、闊85至90呎、在水線60呎之上，平均吃水24尺1.5吋，人員編制（包括飛行員）則有2,122人。火砲裝置包括4座雙管8英寸/55砲、12座5英寸/25防空高砲及4座57毫米禮炮。她與薩拉托加號也是最後兩艘使用橫向彈射器的美國航空母艦。這彈射器可將當時最重的艦載機彈離60呎。起初艦上亦有起重機，可回收水上飛機及飛船，戰時則被改為防空砲。機庫最初設計可容納120架飛機，但後來卻只能容納91架。
最終，列星頓號於1925年10月3日下水，完成適航測試後，於1927年12月14日服役。

## 服役期間

### 1928年－1941年
1928年4月7日，列星頓號在母港加州聖佩德羅加入了作战艦隊。此後到太平洋戰爭爆發前，作战艦隊中的列星頓號與薩拉托加號等，均活躍於美國西海岸，主要作訓練飛行員，與及航空軍事演習等等。每一年艦隊都在巴拿馬運河區、加勒比海或夏威夷進行演習，並為美軍提供了重要的航母戰略經驗（當時航母在海軍史發展仍屬探究階段）。演習期間，列星頓號的平均航速達30.7節，並能以34.5節航速航行一小時，相比當時其他艦級的軍艦，已屬高速之列（二戰後期的衣阿华級战列舰極速亦達35節）。
1930年1月列星頓號亦曾為華盛頓州塔科馬市的10萬居民供電一個月。由於當地冬季嚴重乾旱，水力發電中斷，美軍將列星頓號龐大功率的蒸汽輪機-電動機接通岸上的電纜，成為臨時「發電廠」。總共供電425萬千瓦時。
1930年至1932年間，日後的五星上將恩斯特·金恩曾為列星頓號艦長。而1931年，科幻小說家羅伯特·海萊因亦曾在艦上工作。
列星頓號亦是美軍首批裝上CXAM-1型防空雷達的軍艦。

## 二戰

### 1941年
1941年的大半日子，列星頓號主要在夏威夷進行演習。當1941年12月7日珍珠港事件發生時，她正與第12特遣艦隊（Task Force 12）運載飛機，支援中途島。列星頓號即時派出偵察機搜索日軍，並與企業號前往歐胡島西南守備，在12月13日返回珍珠港。
次日，美軍打算派列星頓號突襲賈盧伊特環礁上的日軍，以減低威克島的壓力，但計畫在20日就被更改成直接增援威克島。23日，威克島淪陷，兩艘航艦於27日返回珍珠港。

### 1942年
直到1月11日，列星頓號都在歐胡島－約翰斯頓－帕邁拉三地之間進行巡邏。當日，由威爾森·布朗（Wilson Brown）中將指揮的第11特遣艦隊（Task Force 11）組成，由列星頓號擔任旗艦。在2月16 日，艦隊前往攻擊拉包爾，途中於2月20日被兩波共18架日機攻擊，而美军仅仅使用列星頓號搭载的舰载机與防空砲便擊落了17架。其中飛行員歐海爾（Edward O'Hare）更在一場戰鬥中擊落5架，成為單次戰鬥王牌。
列星頓號在珊瑚海巡航至3月6日。當日该舰與約克鎮號编成特遣艦隊，前往突襲歐文斯坦利山脈，並於3月10日將薩拉毛亞及萊城的日軍運輸補給徹底摧毀。稍後列星頓號返回珍珠港，於3月26日抵達。
4月15日，以列星頓號為首的特遣艦隊準備再度出擊。這段期間，艦身稍作維修，艦上的8英寸砲被移除，改為裝上四聯裝1.1英寸防空砲。该舰於5月1日加入第17特遣艦隊（Task Force 17），與約克鎮號前往珊瑚海，阻止日軍向澳大利亞及紐西蘭擴張。爾後便因此爆發了珊瑚海海戰。

#### 珊瑚海海戰

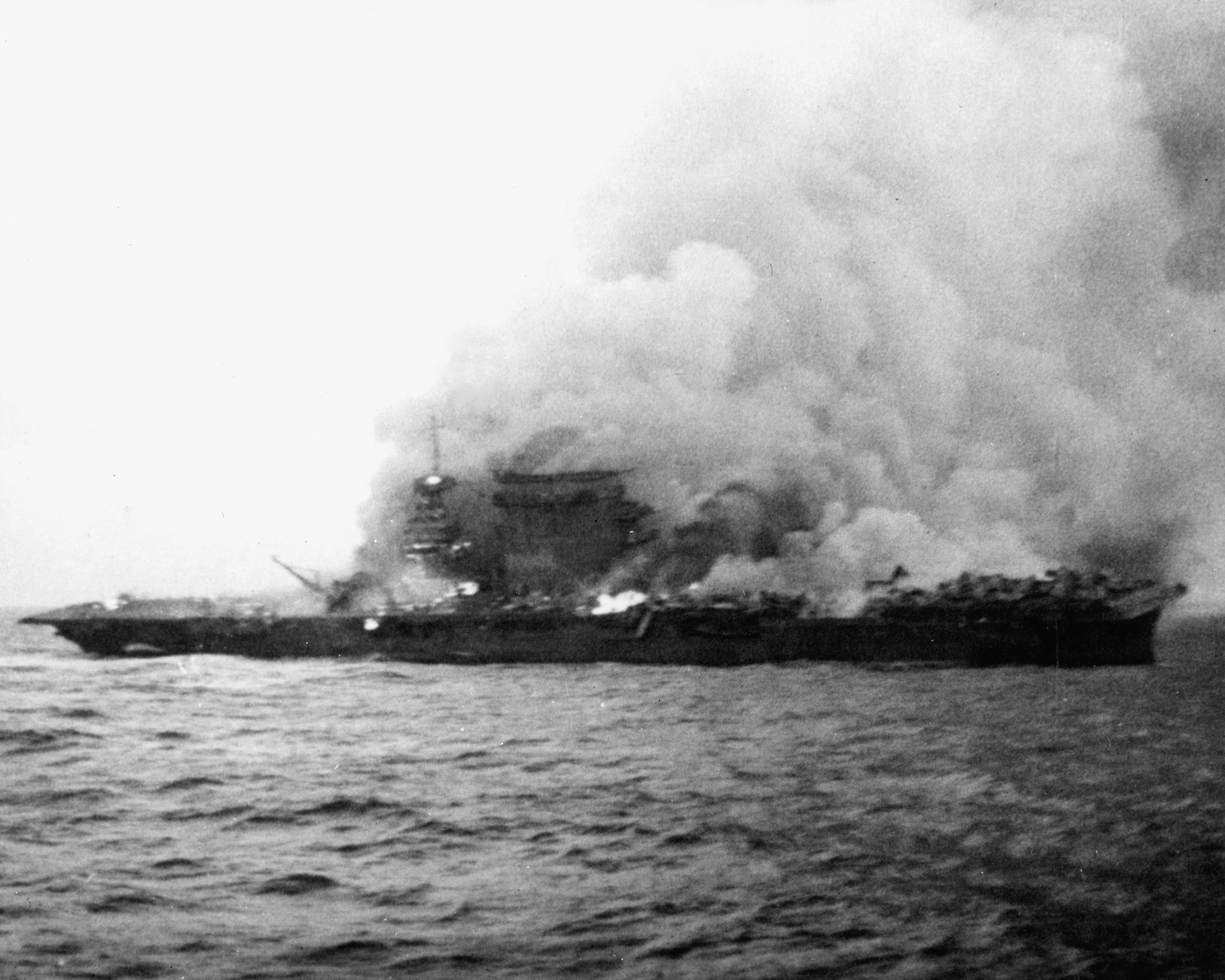
列星頓號在珊瑚海海戰受創，艦身大火。

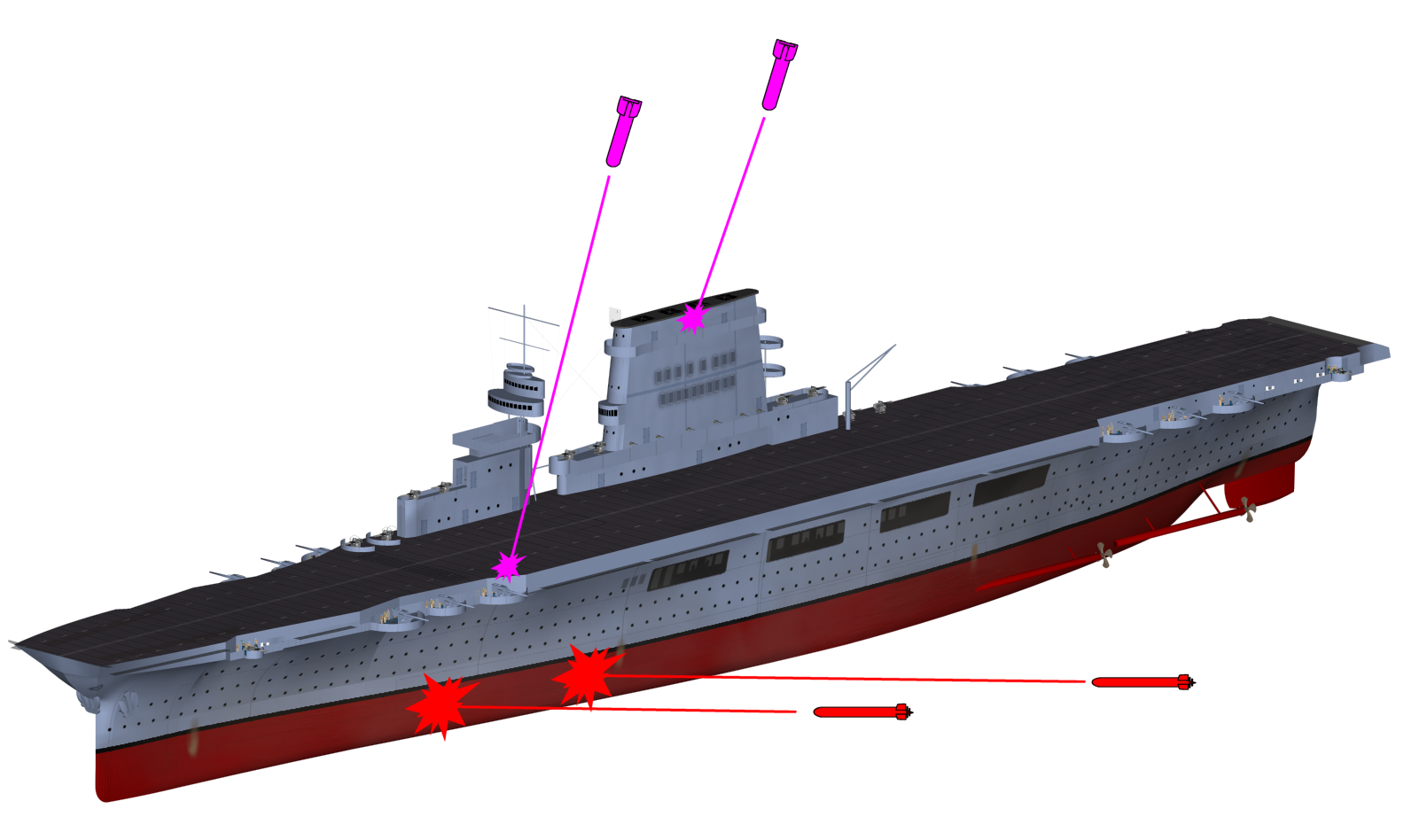
模擬圖顯示列星頓號受創位置。

5月7日，偵察機發現日軍航空母艦。當日，列星頓號的飛行中隊擊沉航空母艦祥鳳號。稍後，列星頓號及約克鎮號的戰鬥機又攔截了翔鶴號及瑞鶴號的機隊。機隊共有12架俯衝轟炸機及15架魚雷轟炸機，美軍共擊落9架。
5月8日早上，列星頓號的偵察機發現了翔鶴號，美軍隨即發動攻擊，使翔鶴受損，無法參與中途島海戰。但在11時，日軍戰機成功突破美軍防線，在20分鐘後，一枚魚雷擊中列星頓號前部左側，另一枚魚雷則在艦橋下爆炸。同時，3枚炸彈從高空擊中列星頓號，令艦身大火且进水，並向左側傾斜7度。下午13時，損管人員暫時控制了火勢，並穩定艦身，可以以25节速度航行。但在數小時後，列星頓號艦體突然爆炸，大火更燃燒至油庫，火勢再度失控。一般認為是損管人員未能及時抽走艦內航空汽油，导致舰体内充满易燃气体（日本大鳳號航空母艦亦有類似經歷）。15時58分，艦長下令「全員离开船舱进入甲板范围」，並於17時01分下令棄艦。
列星頓號的火舌升至數百呎高空，导致该舰很有可能被日軍發現。為免被日軍俘獲，美軍下令一艘驅逐艦近距離向列星頓號發射兩枚魚雷。晚上19時56分，列星頓號沉沒，太平洋司令部對此大為驚訝；先前在彙報珊瑚海海戰損傷時，太平洋司令部認為列星頓號受損不大，且受控制，應可在短期內恢復戰鬥力，晚間突然傳來爆炸及棄艦的消息，使司令部的勝利氣氛出現逆轉。

## 发现残骸
2018年3月5日，美國微軟公司共同創辦人保羅·艾倫組成的沉船調查探險隊，在所羅門群島和澳洲之間的珊瑚海尋獲列星頓號残骸，位置離澳洲東海岸500海浬。

## 榮譽
列星頓號總共獲得了兩枚戰鬥之星。
1942年6月，美軍公開承認列星頓號沉沒，並正式除籍。21年前建造列星頓號的船廠主動聯絡美軍，要求廠內一艘建造中的艾塞克斯級航空母艦由卡伯特號更名為列星頓號，以作紀念。海軍同意了這要求。1942年9月23日，列星頓號航空母艦 (CV-16)下水。

## 備注
1. ↑  Friedman 1983 p. 390
2. ↑  . 美國海軍軍艦辭典. 美國海軍部歷史與遺產司令部.
3. ↑  在其小說 Expanded Universe的Searchlight一節有提及。
4. ↑  總共14艘。這新式雷達為美軍於二戰貢獻良多。
5. ↑  . USNI News. 5 March 2018  [2018-03-06]. （原始内容存档于2020-11-09）.
6. ↑  United Press, Workers Name New Lexington, Waterloo Daily Courier, 1942-06-17, available at NewspaperArchive.com.

## 來源
- Friedman, Norman. . Annapolis, Maryland: Naval Institute Press. 1983. ISBN 0870-2-1739-9. (Google Books link（页面存档备份，存于）)
- Johnston, Stanley. . E. P. Dutton & Co., Inc. 1942. ASIN B000QJ1VSU.

## 外部連結
- 戰鬥報告（页面存档备份，存于）
- 記念網頁
- 海軍相片集（页面存档备份，存于）
- 珊瑚海海戰相片（页面存档备份，存于）
- 人員損失統計
- 塔科馬市的發電資料 （页面存档备份，存于）